# Curling op de Olympische Winterspelen 2022
Curling was een van de sporten die beoefend werden tijdens de Olympische Winterspelen 2022 in Peking. De wedstrijden vonden plaats in het National Aquatics Centre.

## Wedstrijdschema
| Datum                 | Lokale tijd | MET   | Mannen             | Vrouwen            | Gemengddubbel      |
| --------------------- | ----------- | ----- | ------------------ | ------------------ | ------------------ |
| woensdag 2 februari   | 20:05       | 13:05 |                    |                    | Groepsfase         |
| donderdag 3 februari  | 09:05       | 02:05 |                    |                    | Groepsfase         |
| donderdag 3 februari  | 14:05       | 07:05 |                    |                    | Groepsfase         |
| donderdag 3 februari  | 20:05       | 13:05 |                    |                    | Groepsfase         |
| vrijdag 4 februari    | 08:35       | 01:35 |                    |                    | Groepsfase         |
| vrijdag 4 februari    | 13:35       | 06:35 |                    |                    | Groepsfase         |
| vrijdag 4 februari    | 20:00       | 13:00 | Openingsceremonie  | Openingsceremonie  | Openingsceremonie  |
| zaterdag 5 februari   | 09:05       | 02:05 |                    |                    | Groepsfase         |
| zaterdag 5 februari   | 14:05       | 07:05 |                    |                    | Groepsfase         |
| zaterdag 5 februari   | 20:05       | 13:05 |                    |                    | Groepsfase         |
| zondag 6 februari     | 09:05       | 02:05 |                    |                    | Groepsfase         |
| zondag 6 februari     | 14:05       | 07:05 |                    |                    | Groepsfase         |
| zondag 6 februari     | 20:05       | 13:05 |                    |                    | Groepsfase         |
| maandag 7 februari    | 09:05       | 02:05 |                    |                    | Groepsfase         |
| maandag 7 februari    | 20:05       | 13:05 |                    |                    | Halve finales      |
| dinsdag 8 februari    | 14:05       | 07:05 |                    |                    | 3e/4e plaats       |
| dinsdag 8 februari    | 20:05       | 13:05 |                    |                    | Finale             |
| woensdag 9 februari   | 20:05       | 13:05 | Groepsfase         |                    |                    |
| donderdag 10 februari | 09:05       | 02:05 |                    | Groepsfase         |                    |
| donderdag 10 februari | 14:05       | 07:05 | Groepsfase         |                    |                    |
| donderdag 10 februari | 20:05       | 13:05 |                    | Groepsfase         |                    |
| vrijdag 11 februari   | 09:05       | 02:05 | Groepsfase         |                    |                    |
| vrijdag 11 februari   | 14:05       | 07:05 |                    | Groepsfase         |                    |
| vrijdag 11 februari   | 20:05       | 13:05 | Groepsfase         |                    |                    |
| zaterdag 12 februari  | 09:05       | 02:05 |                    | Groepsfase         |                    |
| zaterdag 12 februari  | 14:05       | 07:05 | Groepsfase         |                    |                    |
| zaterdag 12 februari  | 20:05       | 13:05 |                    | Groepsfase         |                    |
| zondag 13 februari    | 09:05       | 02:05 | Groepsfase         |                    |                    |
| zondag 13 februari    | 14:05       | 07:05 |                    | Groepsfase         |                    |
| zondag 13 februari    | 20:05       | 13:05 | Groepsfase         |                    |                    |
| maandag 14 februari   | 09:05       | 02:05 |                    | Groepsfase         |                    |
| maandag 14 februari   | 14:05       | 07:05 | Groepsfase         |                    |                    |
| maandag 14 februari   | 20:05       | 13:05 |                    | Groepsfase         |                    |
| dinsdag 15 februari   | 09:05       | 02:05 | Groepsfase         |                    |                    |
| dinsdag 15 februari   | 14:05       | 07:05 |                    | Groepsfase         |                    |
| dinsdag 15 februari   | 20:05       | 13:05 | Groepsfase         |                    |                    |
| woensdag 16 februari  | 09:05       | 02:05 |                    | Groepsfase         |                    |
| woensdag 16 februari  | 14:05       | 07:05 | Groepsfase         |                    |                    |
| woensdag 16 februari  | 20:05       | 13:05 |                    | Groepsfase         |                    |
| donderdag 17 februari | 09:05       | 02:05 | Groepsfase         |                    |                    |
| donderdag 17 februari | 14:05       | 07:05 |                    | Groepsfase         |                    |
| donderdag 17 februari | 20:05       | 13:05 | Halve finales      |                    |                    |
| vrijdag 18 februari   | 14:05       | 07:05 | 3e/4e plaats       |                    |                    |
| vrijdag 18 februari   | 14:05       | 07:05 |                    | Halve finales      |                    |
| zaterdag 19 februari  | 14:05       | 07:05 | Finale             |                    |                    |
| zaterdag 19 februari  | 20:05       | 12:05 |                    | 3e/4e plaats       |                    |
| zondag 20 februari    | 09:05       | 02:05 |                    | Finale             |                    |
| zondag 20 februari    | 20:00       | 13:00 | Sluitingsceremonie | Sluitingsceremonie | Sluitingsceremonie |

## Medailles

### Medaillewinnaars
| Onderdeel     | Goud | Goud                                                                          | Zilver | Zilver                                                                      | Brons | Brons                                                                        |
| ------------- | ---- | ----------------------------------------------------------------------------- | ------ | --------------------------------------------------------------------------- | ----- | ---------------------------------------------------------------------------- |
| Mannen        | SWE  | Niklas Edin Oskar Eriksson Rasmus Wranå Christoffer Sundgren Daniel Magnusson | GBR    | Bruce Mouat Grant Hardie Bobbie Lammie Hammy McMillan Jr. Ross Whyte        | CAN   | Brad Gushue Mark Nichols Brett Gallant Geoff Walker Marc Kennedy             |
| Vrouwen       | GBR  | Eve Muirhead Vicky Wright Jennifer Dodds Hailey Duff Mili Smith               | JPN    | Satsuki Fujisawa Chinami Yoshida Yumi Suzuki Yurika Yoshida Kotomi Ishizaki | SWE   | Anna Hasselborg Sara McManus Agnes Knochenhauer Sofia Mabergs Johanna Heldin |
| Gemengddubbel | ITA  | Stefania Constantini Amos Mosaner                                             | NOR    | Kristin Skaslien Magnus Nedregotten                                         | SWE   | Almida de Val Oskar Eriksson                                                 |

### Medaillespiegel
| Plaats | Land             | NOC    | Goud | Zilver | Brons | Totaal |
| ------ | ---------------- | ------ | ---- | ------ | ----- | ------ |
| 1      | Zweden           | SWE    | 1    | 0      | 2     | 3      |
| 2      | Groot-Brittannië | GBR    | 1    | 1      | 0     | 2      |
| 3      | Italië           | ITA    | 1    | 0      | 0     | 1      |
| 4      | Japan            | JAP    | 0    | 1      | 0     | 1      |
| 4      | Noorwegen        | NOR    | 0    | 1      | 0     | 1      |
| 6      | Canada           | CAN    | 0    | 0      | 1     | 1      |
| Totaal | Totaal           | Totaal | 3    | 3      | 3     | 9      |